# Princesse Histamine
 (mars 2022).
Si vous disposez d'ouvrages ou d'articles de référence ou si vous connaissez des sites web de qualité traitant du thème abordé ici, merci de compléter l'article en donnant les références utiles à sa vérifiabilité et en les liant à la section « Notes et références ».
Princesse Histamine est un roman d'Erik Orsenna, publié le 17 novembre 2010, la vie d'une demoiselle de onze ans qui s'appelle Histamine.

## Résumé

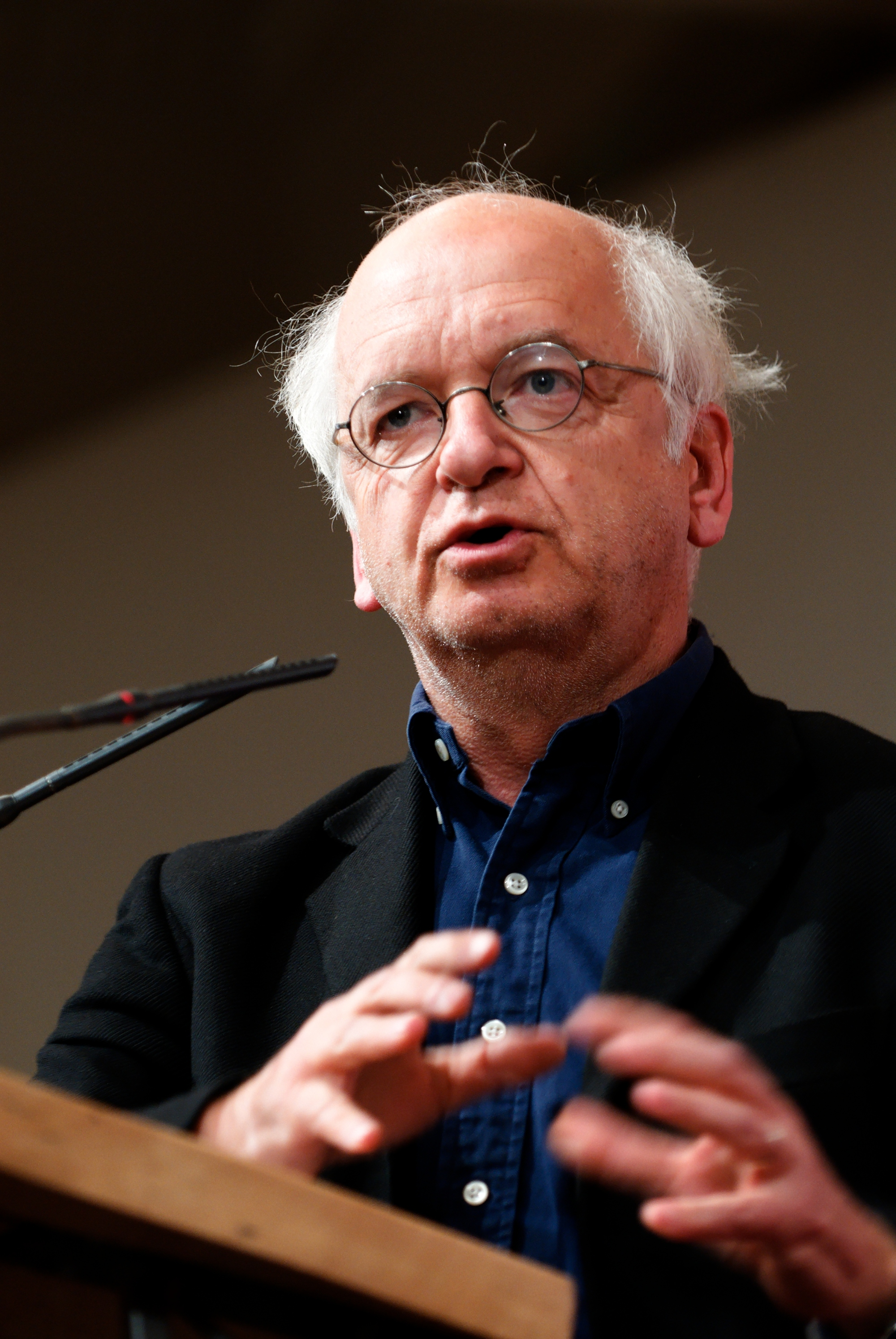
Orsenna en 2008

On la dit insupportable cette jeune fille sans doute quelque peu excessive, qui pense que sa vie est déjà à son âge, assez dense pour qu'elle puisse écrire ses mémoires. Et, avertit l'auteur Erik Orsenna, ce n'est là que le premier tome. En tout cas, elle sait déjà que la vie est chose compliquée mais qu'elle peut malgré tout compter sur sa grand-mère Suzanne à qui elle ressemble par certains traits et quelques autres personnes de son entourage, et les animaux ses alliés.
Avec son inséparable grand-mère, elle va se lancer dans des recherches généalogiques qui vont la mener jusqu'à de curieux ancêtres qui se révèlent être des animaux...

## Éditions
- Princesse Histamine, Éditions Stock, Paris, 2010  (ISBN 978-2-234-06500-0).